# George Gană
George Gană (n. 13 ianuarie 1935, com. Măldăeni, județul Teleorman, Regatul României – d. 8 martie 2010, București, România) a fost un educator, profesor universitar, critic și istoric literar român. A colaborat la diverse reviste culturale ale epocii, a scris numeroase studii introductive, prefețe și cărți. S-a ocupat, între altele, de editarea operei lui Lucian Blaga.

## Biografie
A urmat cursurile școlii elementare în comuna natală (1942-1949). Este licențiat al Facultății de Filologie a Universității din București (1960). Doctor în filologie cu teza Opera literară a lui Lucian Blaga. Parcurge toate treptele carierei universitare de la asistent la profesor, între 1960 și 2005. A fost lector invitat la Universitatea Humboldt din Berlin (1963-1965) și la Universitatea din Graz (1975-1978). A fost vreme de aproape patru decenii profesor titular la Facultatea de Litere a Universității din București. Spre sfârșitul carierei a deținut funcția de șef al Catedrei de Literatură la Facultatea de Litere a Universității din București. A editat, în colaborare cu Dorli Blaga, opera lui Lucian Blaga.
A coordonat Centrul de Studii Eminesciene al Universității din București și a fost membru al Societății Goethe din România.

## Decesul
George Gană a decedat la 8 martie 2010 în București și a fost înmormântat în Cimitirul „Sf. Ilie” din Capitală.

## Volume publicate
- Opera literară a lui Lucian Blaga, Editura Minerva, 1976
- Tudor Vianu și lumea culturii, Editura Minerva, 1998
- Melancolia lui Eminescu, Editura Fundației Culturale Române, 2002